# Xã McNeil, Quận Columbia, Arkansas
Xã McNeil (tiếng Anh: McNeil Township) là một xã thuộc quận Columbia, tiểu bang Arkansas, Hoa Kỳ. Năm 2010, dân số của xã này là 1.493 người.